# Лонгинов Володимир Діонісійович
Володимир Діонісійович (Денисович) Лонгинов (2 вересня 1919, с. Танда, Якутська область — 18 листопада 1943, Київська область) — командир кулеметного розрахунку 722-го стрілецького полку 206-ї стрілецької дивізії, старший сержант, Герой Радянського Союзу.

## Біографія
Народився в сім'ї російського православного священика, Діонісія Євстафійовича, мати Сусанна Петрівна, якутка. 
Батько Володимира Лонгинова був спрямований священиком у Тандинський прихід; тут у сім'ї Лонгинових народилося ще троє дітей. Мати працювала вчителем у школі. Володя закінчив початкову школу в селі Бярійє Усть-Алданського улусу, потім навчався у школі-семирічці в Верхньовілюйську. Сім'я Лонгинових у 1929 році переїхала в Якутськ. У 1930 році вступив на курси соцстрахування та по закінченні направляється в Томпонський район бухгалтером державної інспекції страхування. Працював фінансистом (село Томпо), інспектором Держстраху (Якутськ).
У серпні 1941 року Володимир отримав повістку в армію. Після закінчення короткотермінових курсів з військової підготовки його призначили командиром відділення роти кулеметників 1 стрілецького батальйону 722-го полку 206-ї Червонопрапорної, орденів Суворова і Богдана Хмельницького дивізії 47-ї армії.
З серпня 1941 року — в боях Другої світової війни командиром кулеметного розрахунку 722-го стрілецького полку 206-ї стрілецької дивізії; брав участь у визволенні Воронежа і України.
Особливо відзначився при форсуванні Дніпра: в ніч на 25 вересня 1943 року одним з перших на підручних засобах зі станковим кулеметом форсував Дніпро в районі міста Канева; вогнем прикривав переправу і підтримував підрозділи полку в бою по захопленню плацдарму; знищив понад 80 гітлерівців. Указом Президії Верховної Ради СРСР від 25 жовтня 1943 року за успішне форсування Дніпра, міцне закріплення плацдарму на його західному березі і проявлені при цьому відвагу і геройство сержантові Лонгинову Володимиру Денисовичу присвоєно звання Героя Радянського Союзу.
18 листопада 1943 року в бою при відображенні контрудару противника загинув; довгий час вважався зниклим безвісти. 
В кінці 1960-х завдяки пошуковцям стало відомо, що він похований на братській могилі в селі Пшеничники Канівського району Черкаської області. Пам'ять героя з Якутії увічнена на військовому меморіалі – братській могилі в селі Пшеничники.

## Нагороди
- Медаль «Золота Зірка» Героя Радянського Союзу (25.10.1943);
- орден Леніна (25.10.1943).

## Пам'ять
- Пам'ятник на братській могилі в селі Пшеничники Канівського району.
- Погруддя на алеї героїв сіл Борогонци і Танда Усть-Алданського району.
- Меморіальна дошка на будівлі школи в селі Бярійє.
- Меморіальна дошка на будівлі Якутського філії компанії «Росгосстрах».
- Ім'я В. Лонгинова носить Атамайська середня школа (з 2005 року).
- Іменем В. Лонгинова названі вулиці в Якутську, в селах Борогонци, Танда і Бясь-Кюель Гірського улусу.